# Göthe Wilhelm Svenson

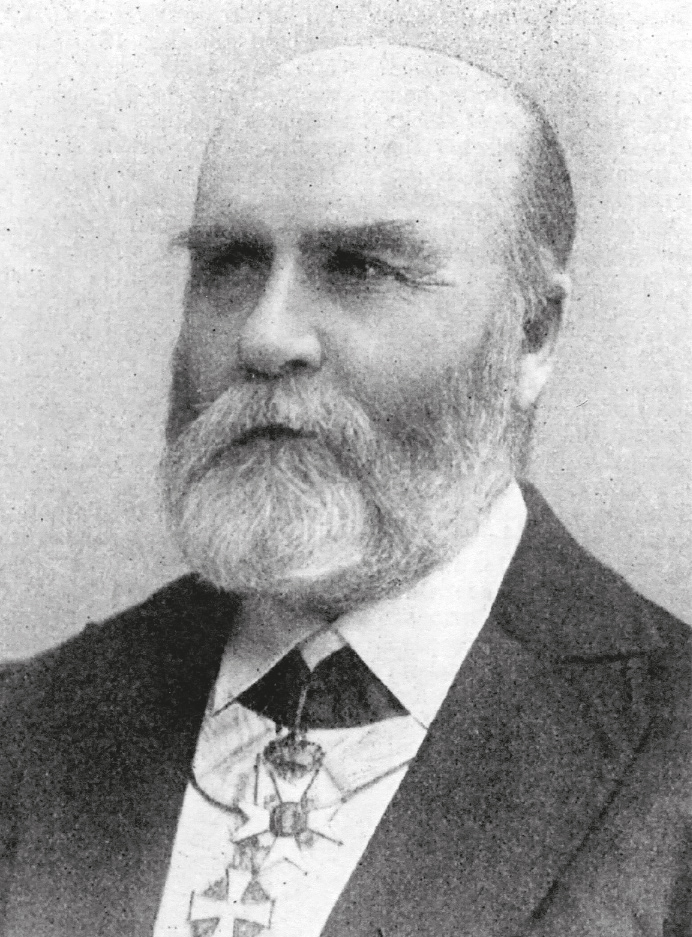
Göthe Wilhelm Svenson.

Göthe Wilhelm Svenson, född 25 september 1828 i Karlskrona, död 25 augusti 1906 i Stockholm, var en svensk fartygskonstruktör.
Svenson blev vid 15 års ålder elev vid skeppsbyggarinstitutet i Karlskrona, varifrån han 1849 utexaminerades som skeppsbyggmästare, blev samma år ritare vid Motala Verkstad, 1854 skeppsbyggmästare vid Lindholmens varv i Göteborg, var 1857–1867 först konstruktör, sedan chef för ritkontoret och slutligen verkstadschef vid Nyköpings Mekaniska Verkstad och blev 1867 föreståndare för Oskarshamns mekaniska verkstad. Han utnämndes 1868 till mariningenjör och tjänstgjorde som föreståndare för maskin- och smidesverkstäderna i Karlskrona, befordrades 1875 till direktör vid mariningenjörstaten och chef för ingenjördepartementet i nämnda stat samt var 1881–1898 överdirektör och chef för mariningenjörstaten, tillika chef för Marinförvaltningens ingenjörsavdelning. 
Svensons verksamhet i denna befattning blev av genomgripande betydelse eftersom Svenska flottan på grund av brist på anslag alltmer råkat i förfall, och det gällde att nyskapa så gott som hela fartygsmaterielen. Redan innan han ingick i flottans tjänst, hade av honom eller under hans överinseende byggts 54 fartyg av trä, järn och stål, de flesta ångfartyg, med tillhörande maskiner. 
För flottans räkning konstruerade han bland annat nio 1:a klass kanonbåtar av Blenda-klass (Blenda, Disa, Urd, Rota, Skagul, Skäggald, Verdande, Skuld och Edda) som väckte stor uppmärksamhet även internationellt, ett antal torpedbåtar, fem torpedkryssare av Örnen-klass samt sex pansarskepp, tre av Svea-klass (Svea, Göta och Thule) och tre av Oden-klass (Oden, Thor och Niord). I synnerhet de sista fartygen blev mycket lyckade och var väl anpassade till de grunda svenska farvattnen.
Svenson var ledamot av 1879 års så kallade certkommitté, som hade att avge förslag till nya fartygstyper, samt av 1892 års sjökrigsmaterielkommitté. År 1899 blev han ledamot av kommittén för förflyttning av flottans station i Stockholm och deltog 1904–1906 i ytterligare utredningar i samma ärende. Han blev ledamot av Örlogsmannasällskapet 1868 (hedersledamot 1882), Krigsvetenskapsakademien 1884 och Vetenskapsakademien 1889. Svenson är gravsatt på Galärvarvskyrkogården i Stockholm.